# Дамьянович, Алекса
Алекса Дамьянович (серб. Алекса Дамјановић; родился 4 декабря 2008, Белград, Сербия) — сербский футболист, нападающий клуба «Црвена звезда».

## Клубная карьера
Воспитанник «Црвены звезды». 2 августа 2025 года дебютировал за фарм-клуб «Графичар», выйдя в стартовом составе на матч Первой лиги против «Мачвы». 9 августа 2025 года дебютировал за основную команду «Црвены звезды», выйдя на замену в матче чемпионата Сербии против ТСЦ.

## Карьера в сборной
Выступал за сборные Сербии до 15, до 16 и до 17 лет.

## Личная жизнь
Йован Дамьянович, отец Алексы, — тоже профессиональный футболист, а также тренер.